# Teresa Ranieri
Teresa Ranieri (4 de Agosto de 1966) é uma coreógrafa italiana de dança contemporânea.
Iniciou o seu percurso académico na Scuola del Teatro Piccinni di Bari, Itália, onde teve as suas primeiras experiências de palco, dançando Ballet e o Repertório neoclássico da companhia de Teatro onde estudou.
Após 6 anos, mudou-se para Nápoles para estudar no Lyceum Mara Fusco e finalmente para Cannes, França, na École Internationale de danse Rosella Hightower.
Em 1988 mudou-se para a Alemanha onde dançou como solista em diferentes Teatros. Em 1994 juntou-se à Tanzwerk Nuremberga sob direcção de Dirk Elvert e Jean Renshaw, onde trabalhou com vários coreógrafos diferentes como Roberto Galvan, Jenny Coogan, Rik Kam, Dyane Elsout e Frank Händler, Amanda Miller, Rui Horta, Jacopo Godani e William Forsythe.
Em 1998 acompanhou a mudança do Tanzwerk Nuremberga para Dortmund Theater. Aí trabalhou novamente com Rui Horta, Amanda Miller e Marc Dandy. Em 1999 dançou por uma temporada no Landestheater Linz, Áustria, sob direcção de Robert Pool. Desde Julho de 2000 trabalha como freelance bailarina, coreógrafa e professora de ballet e dança contemporânea em digressão por todos os Países Europeus e Palestina, Japão, Coreia, Brasil.
Desde 2004 é também professora regular de dança contemporânea e coreografia em Anton Bruckner Universidade em Linz, Áustria e  Escola Superior de Dança em Lisboa, Portugal.
Ao combinar a sua experiência no ballet e na dança contemporânea, a par da sua experiência em gyrotonic, gyrokenesis e body awareness, Teresa Ranieri cria  uma classe de expansão física e eficiência do movimento. Este modo de trabalho projecta a bailarino/a para um estado de maior consciência, deixando-o/a aberto/a a uma descoberta mais ampla da utilização tridimensional do espaço e movimento.
Para a época 2001/2002 foi convidada como Coreógrafa no Teatro Nordhausen, Alemanha, onde criou "From one to zero"
Em Dezembro de 2002 coreografou na estreia mundial da Stanley Walden Opera “Bach letzte Opera” no Teatro Erfurt, Alemanha.
Foi seleccionada para ser uma dos 6 coreógrafos de SIWIC em Agosto de 2003 em Zurique, Suíça, sob direcção de Carolyn Carlson. Em Julho de 2003 foi convidada como coreógrafa para tomar parte no projecto "Colina (Collaboration In Arts)". Foi ainda seleccionada para ser uma dos três coreógrafos de Tanzhaus NRW, Alemanha, para tomar parte no "Dance Link NL & NRW" em Dezembro de 2003 no Korzo Theater, Haia, Países Baixos.
Em Março 2004 foi vencedora do terceiro prémio de coreografia no "8th. Tanz Solo Festival" em Stuttgart, Alemanha, com o solo "Libero Arbitrio" (Livre Arbítrio). Em Julho de 2006 é convidada para coreografar no “Sommertanz” em Wuppertal, 
Alemanha.
Em Agosto de 2006 o Festival de Dança Coreano em Seoul, Coreia, convidou pela primeira vez professores europeus, sendo uma dos dois seleccionados. Em Outubro de 2006 foi convidada para coreografar uma peça para a companhia de pós-graduados 
“X.IDA” em Linz, Áustria.
Desde Agosto 2012 é convidada como artista residente na Unicamp de Campinas, Brasil